# 인드라프라스타
인드라프라스타(산스크리트어: इन्द्रेप्रस्था, 인드라 평야" 또는 "인드라의 도시")는 고대 인도 문학에서 쿠루 왕국의 도시로 언급되는 도시이다. 마하바라타에서 인드라프라스타는 판다바가 이끄는 왕국의 수도였다. 팔리어 불경에서도 인다팟타(팔리어: इंद्रप्रस्थ)라는 이름의 도시가 쿠루의 수도로 언급되고 있다. 현대 역사 연구는 인드라프라스타의 위치를 오늘날의 뉴델리 지역, 특히 올드 포트(푸라나 퀼라)로 비정한다. 이 도시는 때때로 칸다바프라스타로도 알려져 있는데, 이는 마하바라타에서 크리슈나와 아르주나가 도시를 건설하기 위해 개간한 야무나강 유역의 숲 이름이다.

## 역사
인드라프라스타는 대략 기원전 400년에서 서기 400년 사이에 편찬된 산스크리트 인도 문헌인 마하바라타에 언급되어 있다. 마하바라타에 따르면 인드라프라스타는 쿠루크셰트라 전쟁을 피하기 위해 요구된 다섯 곳 중 하나로, 크리슈나는 만약 하스티나푸르가 판다바들에게 오직 다섯 개의 마을, 즉 인드라프라스타, 스와르프라스타(소니파트), 판프라스타(파니파트), 비야그리프라스타(바그파트), 틸프라스타(틸파트)를 돌려주면 그들은 만족할 것이고 더 이상 요구하지 않을 것이라고 말했다. 그러나 두료다나는 바늘 끝만큼의 땅도 포기하지 않겠다고 말하면서 격렬하게 거절했다. 따라서 마하바라타의 서사시가 가장 잘 알려진 대전쟁의 무대가 마련되었다. 마하바라타는 인드라프라스타가 카우라바와의 전쟁을 설명하는 판다바의 고향으로 기록한다.
마우리아 시대에 인드라프라스타는 불교 문학에서 인다팟타로 알려졌다. 인드라프라스타의 위치는 불확실하지만 현재 뉴델리의 푸라나 퀼라가 자주 인용된다. 서기 14세기경의 오래된 텍스트에서 그렇게 언급되었다. 인데르파트라는 이름의 현대적 형태는 20세기 초까지 푸라나 퀼라 지역에 계속 적용되었다. 고대 인도 지명에 대한 연구에서 미하엘 위첼은 인드라프라스타를 카우샴비 /코샴과 같이 이름이 현대까지 유지된 산스크리트어 서사시의 많은 장소 중 하나로 간주한다.

## 위치
푸라나 퀼라는 확실히 고대 정착지이지만 1950년대 이후 수행된 고고학적 연구는 마하바라타가 묘사하는 기간의 건축학적 웅장함과 풍요로운 삶을 확인하는 구조와 인공물을 밝히지 못했다. 역사가 우핀더 싱은 학문적 논쟁에도 불구하고 "궁극적으로 판다바나 카우라바가 살았는지 여부를 결정적으로 증명하거나 반증할 방법이 없다. . . ."고 말했다. 그러나 고대 도시의 주요 부분은 지금까지 발굴로 도달하지 않고 오히려 푸라나 퀼라의 남쪽으로 직접 확장되는 미발굴 지역에 속할 가능성이 있다. 전반적으로 델리는 고대 도시가 역사적으로 추정되는 지역의 중심이었다. 1913년까지 인드라파트라는 마을이 요새 성벽 안에 존재했다. 2014년 현재 인도 고고학 조사국은 푸라나 퀼라에서 발굴을 계속하고 있다.

## 역사적 의의
인드라프라스타는 마하바라타에서만 알려진 곳이 아니다. 그것은 또한 팔리어 불교 문헌에서 "인다팟타" 또는 "인다팟타나"로 언급되며, 야무나강에 위치한 쿠루 왕국의 수도로 묘사된다. 불교 문헌에는 또한 핫티니푸라(하스티나푸라)와 쿠루 왕국의 몇몇 작은 도시와 마을이 언급되어 있다. 인드라프라스타는 그리스-로마 세계에도 알려졌을 수 있다. 서기 2세기로 거슬러 올라가는 프톨레마이오스의 지리학에서 도시 "인다바라"로 언급된 것으로 사료되며 프라크리트어 형식 "인다밧타"에서 파생되었을 수 있다. 도시는 아마도 델리 부근이었을 것이다. 우핀더 싱(2004)은 인드라프라스타와 인다바라의 이 방정식을 "그럴듯하다"고 설명한다. 인드라프라스타는 또한 뉴델리의 라이시나 지역에서 발견된 1327년 산스크리트어 비문에서 델리 지역의 프라티가나(구)로 명명되었다.
금석 작가인 DC 시르카르는 마우리아 황제 아소카의 치세를 기록하는 스리니와스푸리의 델리 지역에서 발견된 돌 조각 분석을 기반으로 인드라프라스타가 마우리아 시대의 중요한 도시라고 믿었다. 싱은 비문이 실제로 인드라프라스타를 언급하지 않기 때문에 이러한 해석에 의문을 제기했다. 
"... 중요한 장소가 암석 칙령 근처에 분명히 있었을 텐데, 그것이 정확히 어느 곳인지, 그리고 무엇으로 알려졌는지는 불확실하다."— 싱

마찬가지로, 아소카와 관련된 철제 기둥과 같은 유적은 의심할 여지 없이 그렇지 않다: 그들의 구성은 전형적이고 비문은 모호하다.